# Giandomenico Mesto
Giandomenico Mesto (Monopoli, 25 maggio 1982) è un ex calciatore italiano, di ruolo difensore o centrocampista.
Dal 27 maggio 2007 è cittadino onorario della città di Reggio Calabria.

## Caratteristiche tecniche
Era un terzino destro o centrocampista esterno, dotato di buona corsa e senso della posizione, nonché di un ottimo spirito di sacrificio, e capace di disimpegnarsi talvolta anche come terzino sinistro. La duttilità era una delle sue qualità migliori, unita ad una buona dose di esperienza.

## Carriera

### Club

#### Reggina, prestiti e Udinese
Figlio di Nicola, ex calciatore del Monopoli, inizia a dare i primi calci in società monopolitane, ma ben presto approda nel settore giovanile della Reggina, con la cui prima squadra esordisce in Serie B nel 1999, all'età di 17 anni. Nell'estate del 2000 viene ceduto in prestito alla Cremonese, dove rimane per una stagione. L'anno successivo è titolare nella Fermana, con cui sigla il suo primo gol da professionista.
Rientrato nelle file degli amaranto, esordisce in Serie A il 27 ottobre 2002 in Reggina-Torino (2-1). Sotto la guida di Walter Mazzarri indossa anche la fascia di capitano della squadra calabrese, in cui milita per cinque anni in massima serie.
Nel luglio del 2007 il presidente della Reggina Pasquale Foti raggiunge l'accordo con l'Udinese e cede al club friulano la metà del cartellino del giocatore. Nella stagione 2007-2008 realizza due reti, di cui uno in casa del Milan nella sconfitta per 4-1.

#### Genoa
Dopo una stagione in Friuli, viene riscattato alle buste dalla Reggina il 25 giugno 2008, per poi essere ceduto (sempre in comproprietà) il giorno seguente al Genoa, che gira alla squadra calabrese il difensore Santos.
Con il Genoa gioca un buon campionato e l'allenatore Gian Piero Gasperini lo promuove a esterno alto.
Realizza il primo gol con la maglia rossoblù il 13 settembre 2009 nella gara casalinga vinta contro il Napoli (4-1), segnando la rete del provvisorio 2-1 con un pregevole tiro da fuori area su passaggio del proprio portiere. Chiude la stagione con 5 gol, di cui uno alla Juventus nel pareggio per 2-2.
Nell'annata 2011-2012 diventa il vice-capitano del Genoa.

#### Napoli
Dopo aver iniziato la stagione 2012-2013 nelle file del Genoa, il 31 agosto 2012 viene acquistato per 1,5 milioni di euro dal Napoli, che lo mette sotto contratto fino al 2015.
Qui ritrova Walter Mazzarri, suo allenatore ai tempi della Reggina.
Realizza il primo gol con la maglia del Napoli l'11 novembre 2012, proprio contro il Genoa, segnando la rete del momentaneo 1-1 nella gara poi vinta 4-2 dai partenopei. Resterà l'unica rete di una stagione che lo vede scendere in campo 23 volte tra campionato e coppe.
Il 2 novembre 2013, nella gara contro il Catania, rimedia una lesione al legamento crociato anteriore del ginocchio destro che lo tiene fuori per quattro mesi e mezzo. Colleziona 14 presenze stagionali, di cui 11 in campionato, e vince il primo trofeo con squadre di club, la Coppa Italia. Il 1º luglio 2014 rinnova per un altro anno il contratto che lo lega alla società.
Il 22 dicembre dello stesso anno vince anche la Supercoppa italiana nella sfida contro la Juventus, pur senza scendere in campo nella manifestazione.
Il 23 giugno 2015 annuncia di non aver rinnovato il contratto in scadenza, rimanendo così svincolato.

#### Panathinaikos e ritiro
Il 31 dicembre 2015 firma un contratto con il Panathīnaïkos valido fino al 30 giugno 2017 Milita per un anno e mezzo nelle file del club ateniese, fino al ritiro dall'attività agonistica
Nell'aprile 2022 consegue la qualifica per svolgere la professione di direttore sportivo.

### Nazionale
Complici le prestazioni sempre in crescendo nella rosa titolare della Reggina, entra a far parte dell'Under-21 con cui nel 2004 diviene Campione d'Europa e partecipa ai giochi della XXVIII Olimpiade di Atene conquistando la medaglia di bronzo. Con Marcello Lippi esordisce in nazionale maggiore l'8 giugno 2005 contro la Serbia e Montenegro.

## Statistiche

### Presenze e reti nei club
| Stagione             | Squadra              | Campionato           | Campionato | Campionato | Coppe nazionali | Coppe nazionali | Coppe nazionali | Coppe europee | Coppe europee | Coppe europee | Altre coppe | Altre coppe | Altre coppe | Totale | Totale |
| Stagione             | Squadra              | Comp                 | Pres       | Reti       | Comp            | Pres            | Reti            | Comp          | Pres          | Reti          | Comp        | Pres        | Reti        | Pres   | Reti   |
| -------------------- | -------------------- | -------------------- | ---------- | ---------- | --------------- | --------------- | --------------- | ------------- | ------------- | ------------- | ----------- | ----------- | ----------- | ------ | ------ |
| 1998-1999            | Reggina              | B                    | 1          | 0          | CI              | 0               | 0               | -             | -             | -             | -           | -           | -           | 1      | 0      |
| 1999-2000            | Reggina              | A                    | 0          | 0          | CI              | 0               | 0               | -             | -             | -             | -           | -           | -           | 0      | 0      |
| 2000-2001            | Cremonese            | C2                   | 19         | 0          | CI-C            | 0               | 0               | -             | -             | -             | -           | -           | -           | 19     | 0      |
| 2001-2002            | Fermana              | C1                   | 31         | 6          | CI-C            | 0               | 0               | -             | -             | -             | -           | -           | -           | 31     | 6      |
| 2002-2003            | Reggina              | A                    | 10         | 0          | CI              | 4               | 0               | -             | -             | -             | -           | -           | -           | 14     | 0      |
| 2003-2004            | Reggina              | A                    | 24         | 0          | CI              | 4               | 0               | -             | -             | -             | -           | -           | -           | 28     | 0      |
| 2004-2005            | Reggina              | A                    | 35         | 1          | CI              | 1               | 0               | -             | -             | -             | -           | -           | -           | 36     | 1      |
| 2005-2006            | Reggina              | A                    | 35         | 0          | CI              | 1               | 0               | -             | -             | -             | -           | -           | -           | 36     | 0      |
| 2006-2007            | Reggina              | A                    | 33         | 0          | CI              | 4               | 0               | -             | -             | -             | -           | -           | -           | 37     | 0      |
| Totale Reggina       | Totale Reggina       | Totale Reggina       | 138        | 1          |                 | 14              | 0               |               | -             | -             |             | -           | -           | 152    | 1      |
| 2007-2008            | Udinese              | A                    | 28         | 2          | CI              | 1               | 0               | -             | -             | -             | -           | -           | -           | 29     | 2      |
| 2008-2009            | Genoa                | A                    | 28         | 0          | CI              | 3               | 0               | -             | -             | -             | -           | -           | -           | 31     | 0      |
| 2009-2010            | Genoa                | A                    | 36         | 5          | CI              | 0               | 0               | UEL           | 6             | 0             | -           | -           | -           | 42     | 5      |
| 2010-2011            | Genoa                | A                    | 36         | 2          | CI              | 2               | 0               | -             | -             | -             | -           | -           | -           | 38     | 2      |
| 2011-2012            | Genoa                | A                    | 31         | 1          | CI              | 2               | 0               | -             | -             | -             | -           | -           | -           | 33     | 1      |
| ago. 2012            | Genoa                | A                    | 1          | 0          | CI              | 1               | 1               |               |               |               |             |             |             | 2      | 1      |
| Totale Genoa         | Totale Genoa         | Totale Genoa         | 132        | 8          |                 | 8               | 1               |               | 6             | 0             |             | -           | -           | 146    | 9      |
| ago. 2012-2013       | Napoli               | A                    | 16         | 1          | CI              | 1               | 0               | UEL           | 6             | 0             | SI          | -           | -           | 23     | 1      |
| 2013-2014            | Napoli               | A                    | 11         | 0          | CI              | 0               | 0               | UCL           | 3             | 0             | -           | -           | -           | 14     | 0      |
| 2014-2015            | Napoli               | A                    | 7          | 0          | CI              | 2               | 0               | UCL+UEL       | 0+6           | 0             | SI          | 0           | 0           | 15     | 0      |
| Totale Napoli        | Totale Napoli        | Totale Napoli        | 34         | 1          |                 | 3               | 0               |               | 15            | 0             |             | -           | -           | 52     | 1      |
| gen.-giu. 2016       | Panathīnaïkos        | SL                   | 12+6       | 0          | CG              | 2               | 0               | -             | -             | -             | -           | -           | -           | 20     | 0      |
| 2016-2017            | Panathīnaïkos        | SL                   | 12+1       | 0          | CG              | 3               | 0               | UEL           | 7             | 0             | -           | -           | -           | 23     | 0      |
| Totale Panathinaikos | Totale Panathinaikos | Totale Panathinaikos | 31         | 0          |                 | 5               | 0               |               | 7             | 0             |             | -           | -           | 43     | 0      |
| Totale carriera      | Totale carriera      | Totale carriera      | 413        | 18         |                 | 31              | 1               |               | 28            | 0             |             | 0           | 0           | 472    | 19     |

### Cronologia presenze e reti in nazionale
| Cronologia completa delle presenze e delle reti in nazionale ― Italia | Cronologia completa delle presenze e delle reti in nazionale ― Italia | Cronologia completa delle presenze e delle reti in nazionale ― Italia | Cronologia completa delle presenze e delle reti in nazionale ― Italia | Cronologia completa delle presenze e delle reti in nazionale ― Italia | Cronologia completa delle presenze e delle reti in nazionale ― Italia | Cronologia completa delle presenze e delle reti in nazionale ― Italia | Cronologia completa delle presenze e delle reti in nazionale ― Italia |
| Data                                                                  | Città                                                                 | In casa                                                               | Risultato                                                             | Ospiti                                                                | Competizione                                                          | Reti                                                                  | Note                                                                  |
| --------------------------------------------------------------------- | --------------------------------------------------------------------- | --------------------------------------------------------------------- | --------------------------------------------------------------------- | --------------------------------------------------------------------- | --------------------------------------------------------------------- | --------------------------------------------------------------------- | --------------------------------------------------------------------- |
| 8-6-2005                                                              | Toronto                                                               | Italia                                                                | 1 – 1                                                                 | Serbia e Montenegro                                                   | Amichevole                                                            | -                                                                     | 35’                                                                   |
| 11-6-2005                                                             | New York                                                              | Italia                                                                | 1 – 1                                                                 | Ecuador                                                               | Amichevole                                                            | -                                                                     | 55’                                                                   |
| 17-10-2007                                                            | Siena                                                                 | Italia                                                                | 2 – 0                                                                 | Sudafrica                                                             | Amichevole                                                            | -                                                                     | 82’                                                                   |
| Totale                                                                |                                                                       | Presenze                                                              | 3                                                                     |                                                                       | Reti                                                                  | 0                                                                     |                                                                       |

## Palmarès

### Club
- Coppa Italia: 1

Napoli: 2013-2014
- Supercoppa italiana: 1

Napoli: 2014

### Nazionale
- Campionato d'Europa Under-21: 1

Germania 2004
- Bronzo olimpico: 1

Atene 2004